# 浦东游泳馆
浦东游泳馆是上海市的一个大型游泳场所和水上运动训练基地，位于浦东新区浦东南路东方路口，占地约2.2万平方米。

## 历史
浦东游泳馆建于1997年9月，总投资约2.3亿元人民币，除了水上运动外，浦东游泳馆还设置有提供乒乓球，羽毛球，网球，篮球，舞蹈，健美操等运动训练的场地。